# Phyllobates
Phyllobates is een geslacht van kikkers uit de familie pijlgifkikkers (Dendrobatidae). De groep werd voor het eerst wetenschappelijk beschreven door André Marie Constant Duméril en Gabriel Bibron in 1841.
Er zijn vijf soorten die voorkomen in delen van Zuid-Amerika, van Colombia tot Nicaragua.

## Taxonomie
Geslacht Phyllobates
- Soort Phyllobates aurotaenia
- Soort Phyllobates bicolor
- Soort Phyllobates lugubris
- Soort Phyllobates terribilis
- Soort Phyllobates vittatus

Adelphobates · 
Dendrobates · 
Excidobates · 
Minyobates · 
Oophaga · 
Phyllobates · 
Ranitomeya